# Sing - Il sogno di Brooklyn
Sing - Il sogno di Brooklyn è un film del 1989, diretto dal regista Richard J. Baskin.